# ویترینگ، کمبریج‌شر
ویترینگ (به انگلیسی: Wittering) یک روستا و محله مدنی در بریتانیا است که در پیتربورو واقع شده‌است. ویترینگ ۲٬۲۹۷ نفر جمعیت دارد.